# Cyclic stick
Cyclic stick (normalt bare kaldet cyclic) er den "styrepind" der som oftest er placeret mellem benene på piloten i en helikopter. Udtrykket "cyclic" (da:cyklisk) dækker over, at rotorbladenes indfaldsvinkel mindskes i den retning "cyclic" bevæges, samtidig med, at indfaldsvinklen på de modsatrettede rotorblade forøges. Derved hælder rotor-disken i den retning "cyclic" bevæges og det er rotor-diskens hældning som får helikopteren til at bevæge sig i rotationsaksens retning. På grund af gyroskopisk præcession påvirkes et rotorblad 90 grader før effekten skal virke.